# خليج بوثنيه

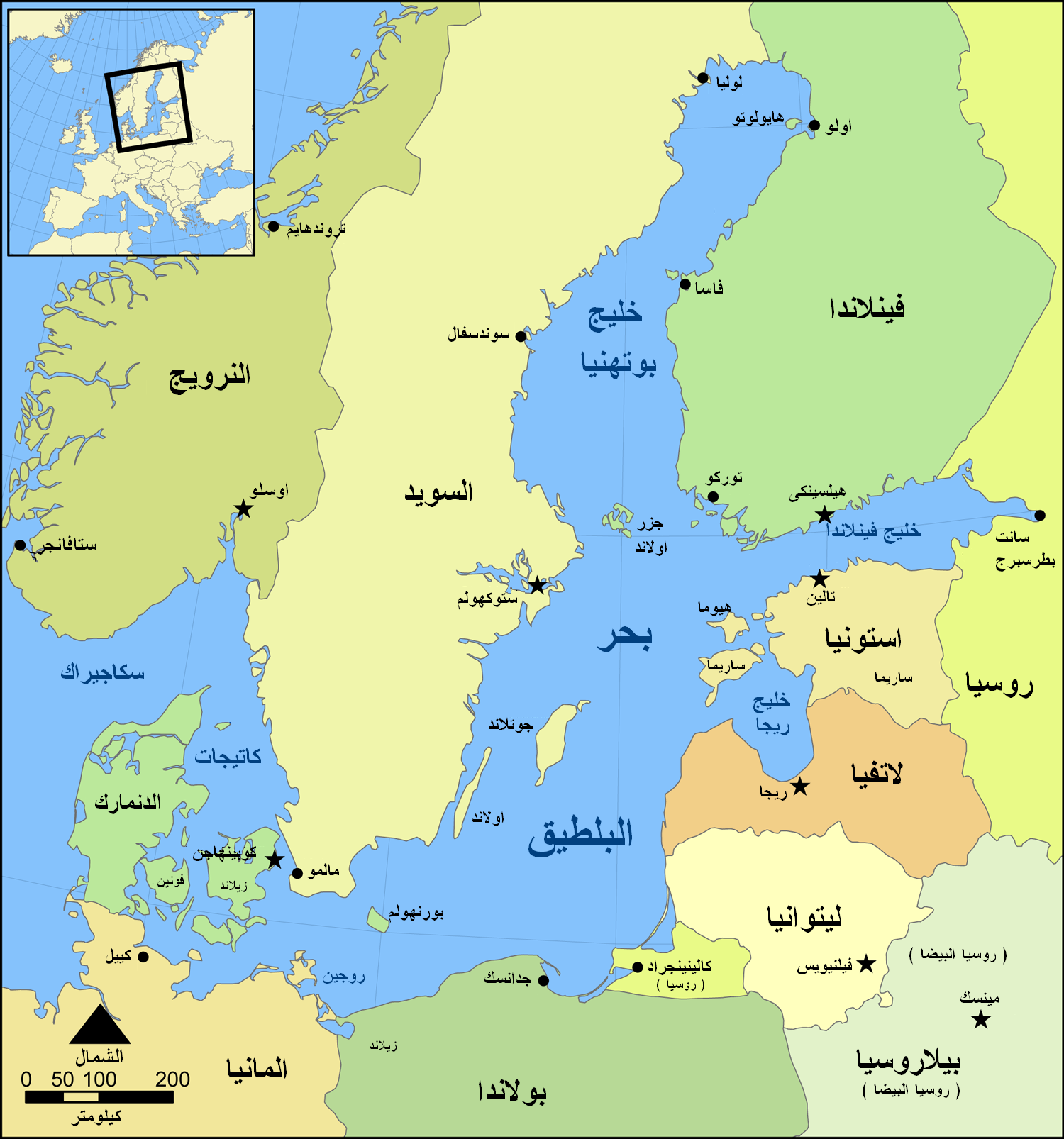
خارطة لبحر البلطيق: يقع خليج بوثنيا في الجزء العلوي للخارطة.

خليج بوثنيا (بالفنلندية: Pohjanlahti)‏؛ (بالسويدية: Bottniska viken)‏, خليج بوثنيا + بحر بوثنيا) هو أبعد امتداد نحو الشمال لبحر البلطيق. يقع بين الساحل الغربي لفنلندا والساحل الشرقي للسويد. يصل الخليج جنوبا إلى أولان. يصب نهر أولويوكي في الخليج. وتطل مدن اوميو ويافله وبوري وفاسا وأولو على الخليج.